# Castillo de Aughnanure
El Castillo de Juan (en irlandés: Caisleán Achadh na nlubhar ; en inglés: Aughnanure Castle) es una casa-torre en Oughterard, Condado de Galway, en Irlanda.
El castillo fue construido por los O'Flahertys en el siglo XVI, una de las más notables familias de Connacht. Aughnanure es una de las más de 200 casas torre en el condado de Galway, construidas principalmente por familias gaélicas y anglo-normandas  propietarias de tierras. La torre se encuentra cerca de las orillas del lago Corrib, y se traduce como "el campo de los tejos" en irlandés (Achadh na nlubhar).